# Суры (Свердловский район)
Суры — опустевшая деревня в Свердловском районе Орловской области. Входит в состав Кошелёвского сельского поселения. Население — 0 чел. (2010).

## География
Деревня находится в центральной части Орловской области, в лесостепной зоне, в пределах центральной части Среднерусской возвышенности и расположена по берегу небольшой речушки, впадающей в Озерна возле деревни. Возле деревни — небольшой пруд, поля, огороды.
Уличная сеть состоит из трёх географических объектов: ул. Запрудная, ул. Огородная, ул. Полевая
Абсолютная высота 208 метров выше уровнем моря.

## Население
| 2010 |
| ---- |
| 0    |

Национальный и гендерный состав
По данным Всероссийской переписи населения 2010 года численность населения составляла 0 человек и гендерный состав не определён.
Согласно результатам переписи 2002 года, в национальной структуре населения русские составляли 100 % из 16 чел.

## Инфраструктура
Жители занимались сельским хозяйством.

## Транспорт
Проселочные дороги.